# Sheriff Bojang Jr.
Sheriff Bojang (in den Medien meist Sheriff Bojang, Jr.; * um 1978 oder 1983 in Kerewan oder in Brikama) ist ein gambischer Journalist und Rundfunksprecher.

## Leben
Bojang arbeitete ab April 1998 bis Juni 2001 als Journalist für den The Daily Observer und dann ab September 2001 bis Oktober 2002 für The Independent, dem Alagi Yorro Jallow gehört, bevor er 2001 oder 2002 in London politisches Asyl in Großbritannien beantragte und Jura und Literatur studierte.
Er war im März 2007 nach Gambia geflogen, um seinen sterbenden Vater zu besuchen. Die Sicherheitsbeamten am internationalen Flughafen von Banjul hielten ihn erst fünf Tage fest, Bojang vermutete, es lag daran, dass er an Anti-Jammeh-Protesten in London teilgenommen hatte. Als sie ihn wieder freiließen, nahmen sie ihm seine gambischen Ausweispapiere ab. Bojang begab sich schnell in seine Heimatstadt, bevor er sich auf den Weg ins Exil nach Dakar machte.
Zwischen September 2009 und September 2011 arbeitete er in Dakar für den West Africa Democracy Radio (WADR) als Produzent und Rundfunksprecher. Von Mai 2012 bis Juni 2012 war er Kommunikationsberater bei der UN Women Liberia. Er arbeitete weiterhin für eine Reihe von europäischen Zeitungen und Radiosendern, darunter Radio France Internationale (RFI), ein französischer Radiosender für aktuelle Themen. Des Weiteren mit der BBC, Al Jazeera, France 24, Radio Nederland Wereldomroep (RNW), The Guardian, dem Magazin New African und der chinesischen Nachrichtenagentur Xinhua.
Am 21. Januar 2017, unmittelbar nach dem Regierungswechsel von Adama Barrow, kehrte Bojang nach Gambia zurück. Seit September 2018 ist er Chefredakteur der mit ihm gegründeten Tageszeitung The Chronicle, die am 17. Februar 2019 erstmals erschien.
Im September 2018 wurde er für eine dreijährige Präsidentschaft der Gambia Press Union (GPU), dem Dachverband, der alle Medienschaffenden in Gambia vertritt, gewählt. Nach Ablauf seiner Amtszeit trat Muhammed M. S. Bah seine Nachfolge an.

## Familie
Sheriff Bojang Jr. ist der jüngere Cousin des ehemaligen gambischen Informationsministers Sheriff Bojang.

## Auszeichnungen und Ehrungen
- 2011 – Für seinen Dokumentarfilm Rape and Domestic Violence in Senegal über die Häufigkeit von Vergewaltigungen im Senegal gewann er 2011 den 1. Preis des „Radio for Peacebuilding Africa Award“, der in Ruanda von der in Washington ansässigen Organisation Search for Common Grounds organisiert wurde.[5]
- 2011 – Für seinen Dokumentarfilm FGM in West Africa gewann er 2011 den 3. Preis des „Radio for Peacebuilding Africa Award“
- 2012 – Zweitplatzierter für den FitzGerald-Preis für junge afrikanische Journalisten [5]
- 2015 – Für seine Berichterstattung über den Ebola-Ausbruch in Sierra Leone war er Finalist für die CNN-Auszeichnung „Afrikanischer Journalist des Jahres 2015“ [5]

## Publikationen
- The Gambia: One Year After Jammeh, What Has Changed? (Interview). (PDF) In: Perspectives Africa. Heinrich-Böll-Stiftung, S. 36, abgerufen am 12. Juli 2020.